# Minnesota Lynx
Le Minnesota Lynx sono una delle dodici squadre di pallacanestro che militano nella WNBA (Women's National Basketball Association), il campionato professionistico femminile degli Stati Uniti d'America.

## Storia della franchigia
Nate come expansion team, hanno disputato la prima stagione nel 1999.

## Record della squadra stagione per stagione
| Disputa Playoff | Campione di Conference | Campione WNBA |

| Stagione       | V   | P   | %    | Playoff                                                                              | Risultato                                                                             |
| -------------- | --- | --- | ---- | ------------------------------------------------------------------------------------ | ------------------------------------------------------------------------------------- |
| Minnesota Lynx |     |     |      |                                                                                      |                                                                                       |
| 1999           | 15  | 17  | 46,9 |                                                                                      |                                                                                       |
| 2000           | 15  | 17  | 46,9 |                                                                                      |                                                                                       |
| 2001           | 12  | 20  | 37,5 |                                                                                      |                                                                                       |
| 2002           | 10  | 22  | 31,3 |                                                                                      |                                                                                       |
| 2003           | 18  | 16  | 52,9 | Perde le semifinali di Conference                                                    | Minnesota 1, Los Angeles 2                                                            |
| 2004           | 18  | 16  | 52,9 | Perde le semifinali di Conference                                                    | Minnesota 0, Seattle 2                                                                |
| 2005           | 14  | 20  | 41,2 |                                                                                      |                                                                                       |
| 2006           | 10  | 24  | 29,4 |                                                                                      |                                                                                       |
| 2007           | 10  | 24  | 29,4 |                                                                                      |                                                                                       |
| 2008           | 16  | 18  | 47,1 |                                                                                      |                                                                                       |
| 2009           | 14  | 20  | 41,2 |                                                                                      |                                                                                       |
| 2010           | 13  | 21  | 38,2 |                                                                                      |                                                                                       |
| 2011           | 27  | 7   | 79,4 | Vince le semifinali di Conference Vince le finali di Conference Vince le WNBA Finals | Minnesota 2, San Antonio Silver Stars 1 Minnesota 2, Phoenix 0 Minnesota 3, Atlanta 0 |
| 2012           | 27  | 7   | 79,4 | Vince le semifinali di Conference Vince le finali di Conference Perde le WNBA Finals | Minnesota 2, Seattle 1 Minnesota 2, Los Angeles 0 Minnesota 1, Indiana 3              |
| 2013           | 26  | 8   | 76,5 | Vince le semifinali di Conference Vince le finali di Conference Vince le WNBA Finals | Minnesota 2, Seattle 0 Minnesota 2, Phoenix 0 Minnesota 3, Atlanta 0                  |
| 2014           | 25  | 9   | 73,5 | Vince le semifinali di Conference Perde le finali di Conference                      | Minnesota 2, San Antonio 0 Minnesota 1, Phoenix 2                                     |
| 2015           | 22  | 12  | 64,7 | Vince le semifinali di Conference Vince le finali di Conference Vince le WNBA Finals | Minnesota 2, Los Angeles 1 Minnesota 2, Phoenix 0 Minnesota 3, Indiana 2              |
| 2016           | 28  | 6   | 82,4 | Vince le finali di Conference Perde le WNBA Finals                                   | Minnesota 3, Phoenix 0 Minnesota 2, Los Angeles 3                                     |
| 2017           | 27  | 7   | 79,4 | Vince le finali di Conference Vince le WNBA Finals                                   | Minnesota 3, Washington 0 Minnesota 3, Los Angeles 2                                  |
| 2018           | 18  | 16  | 52,9 | Perde il Primo Turno                                                                 | Minnesota 0, Los Angeles 1                                                            |
| 2019           | 18  | 16  | 52,9 | Perde il Primo Turno                                                                 | Minnesota 0, Seattle 1                                                                |
| 2020           | 14  | 8   | 63,6 | Vince il Secondo Turno Perde le semifinali di Conference                             | Minnesota 1, Phoenix 0 Minnesota 0, Seattle 3                                         |
| 2021           | 22  | 10  | 68,8 | Perde il Secondo Turno                                                               | Minnesota 0, Chicago 1                                                                |
| Totale         | 419 | 341 | 55,1 |                                                                                      |                                                                                       |
| Play-off       | 42  | 25  | 62,7 | 6 Titoli di Conference 4 Titoli WNBA                                                 | 6 Titoli di Conference 4 Titoli WNBA                                                  |

## Squadra attuale
| \| Pos. \| Num. \| Naz. \| Nome \| Altezza \| Peso \| Data nascita \| Provenienza \| \| ----- \| ---- \| ---- \| ----------------- \| ------- \| ----- \| ------------ \| -------------- \| \| AP/AG \| 11 \| \| Achonwa, Natalie \| 191 cm \| 90 kg \| 22-11-1992 \| Notre Dame \| \| G \| 2 \| \| Allen, Lindsay \| 173 cm \| 65 kg \| 20-03-1995 \| Notre Dame \| \| G \| 15 \| \| Banham, Rachel \| 175 cm \| 79 kg \| 15-07-1993 \| Minnesota \| \| G/AP \| 6 \| \| Carleton, Bridget \| 185 cm \| 86 kg \| 22-05-1997 \| Iowa State \| \| AP/AG \| 24 \| \| Collier, Napheesa \| 188 cm \| 83 kg \| 23-09-1996 \| Connecticut \| \| AP/AG \| 12 \| \| Dantas, Damiris \| 191 cm \| 96 kg \| 17-11-1992 \| Brasile \| \| C \| 34 \| \| Fowles, Sylvia \| 198 cm \| 99 kg \| 06-10-1985 \| LSU \| \| G \| 4 \| \| Jefferson, Moriah \| 168 cm \| 56 kg \| 08-03-1994 \| Connecticut \| \| G \| 21 \| \| McBride, Kayla \| 178 cm \| 83 kg \| 25-06-1992 \| Notre Dame \| \| AP/AG \| 31 \| \| Milić, Nikolina \| 191 cm \| 78 kg \| 12-04-1994 \| Serbia \| \| G/AP \| 3 \| \| Powers, Aerial \| 175 cm \| 75 kg \| 17-07-1994 \| Michigan State \| \| AP/AG \| 10 \| \| Shepard, Jessica \| 191 cm \| 83 kg \| 11-09-1996 \| Notre Dame \| | Allenatore - Cheryl Reeve Assistente/i - Katie Smith - Rebekkah Brunson Legenda - (C) Capitano - (FA) Free agent - (S) Sospeso - (TW) Contratto Two-way - Infortunato Roster · Ultima transazione: 7 gennaio 2023 |                        |                   |         |       |              |                |
| Pos. | Num. | Naz.                   | Nome              | Altezza | Peso  | Data nascita | Provenienza    |
| AP/AG | 11 | Canada (bandiera)      | Achonwa, Natalie  | 191 cm  | 90 kg | 22-11-1992   | Notre Dame     |
| G | 2 | Stati Uniti (bandiera) | Allen, Lindsay    | 173 cm  | 65 kg | 20-03-1995   | Notre Dame     |
| G | 15 | Stati Uniti (bandiera) | Banham, Rachel    | 175 cm  | 79 kg | 15-07-1993   | Minnesota      |
| G/AP | 6 | Canada (bandiera)      | Carleton, Bridget | 185 cm  | 86 kg | 22-05-1997   | Iowa State     |
| AP/AG | 24 | Stati Uniti (bandiera) | Collier, Napheesa | 188 cm  | 83 kg | 23-09-1996   | Connecticut    |
| AP/AG | 12 | Brasile (bandiera)     | Dantas, Damiris   | 191 cm  | 96 kg | 17-11-1992   | Brasile        |
| C | 34 | Stati Uniti (bandiera) | Fowles, Sylvia    | 198 cm  | 99 kg | 06-10-1985   | LSU            |
| G | 4 | Stati Uniti (bandiera) | Jefferson, Moriah | 168 cm  | 56 kg | 08-03-1994   | Connecticut    |
| G | 21 | Stati Uniti (bandiera) | McBride, Kayla    | 178 cm  | 83 kg | 25-06-1992   | Notre Dame     |
| AP/AG | 31 | Serbia (bandiera)      | Milić, Nikolina   | 191 cm  | 78 kg | 12-04-1994   | Serbia         |
| G/AP | 3 | Stati Uniti (bandiera) | Powers, Aerial    | 175 cm  | 75 kg | 17-07-1994   | Michigan State |
| AP/AG | 10 | Stati Uniti (bandiera) | Shepard, Jessica  | 191 cm  | 83 kg | 11-09-1996   | Notre Dame     |